# 塞拉-达赖斯
塞拉-达赖斯是巴西帕拉伊巴州的一个市镇。总面积28.984平方公里，总人口3239人，人口密度111.8人/平方公里。